# Now Gīdar
Now Gīdar (persiska: نو گیدر, Nūgdār) är en ort i Iran.   Den ligger i provinsen Khorasan, i den östra delen av landet, 800 km öster om huvudstaden Teheran. Now Gīdar ligger 2 086 meter över havet och antalet invånare är 142.
Terrängen runt Now Gīdar är huvudsakligen kuperad, men den allra närmaste omgivningen är platt. Runt Now Gīdar är det glesbefolkat, med 12 invånare per kvadratkilometer. Närmaste större samhälle är Naqenj, 7,6 km nordost om Now Gīdar. Omgivningarna runt Now Gīdar är i huvudsak ett öppet busklandskap.